# Horațiu Feșnic
Horațiu Feșnic (Cluj-Napoca, 17 oktober 1989) is een Roemeens voetbalscheidsrechter. Hij werd vanaf 2017 opgenomen door FIFA en UEFA en fluit sindsdien internationale wedstrijden. Hij is ook actief in de UEFA Youth League.
Op 6 juli 2017 maakte Feșnic zijn debuut in Europees verband tijdens een wedstrijd tussen FC Flora Tallinn en NK Domžale in de UEFA Cup. De wedstrijd eindigde op 2–3.
Zijn eerste interland floot hij op 25 maart 2019 toen Azerbeidzjan 0–0 gelijk speelde tegen Litouwen.

## Interlands
| Datum            | Plaats                 | Wedstrijd               | Uitslag | Competitie        | Kreeg geel | Kreeg voor de tweede keer geel en dus rood | Weggestuurd |
| ---------------- | ---------------------- | ----------------------- | ------- | ----------------- | ---------- | ------------------------------------------ | ----------- |
| 25 maart 2019    | Bakoe, Azerbeidzjan    | Azerbeidzjan – Litouwen | 0 – 0   | Vriendschappelijk | 5          | 0                                          | 0           |
| 6 september 2019 | Serravalle, San Marino | San Marino – België     | 0 – 4   | Vriendschappelijk | 2          | 0                                          | 0           |